# Vacances a Àfrica
Vacances a Àfrica (títol original en francès, Rendez-vous chez les Malawas) és una pel·lícula francesa del 2019 dirigida i escrita per James Huth. S'ha doblat i subtitulat al català.

## Repartiment
- Christian Clavier: Julien Gosset-Grainville
- Michaël Youn: Kévin Queffelec
- Ramzy Bedia: Sam
- Sylvie Testud: Nathalie Dulac
- Djimo: Nico
- Pascal Elbé: Léo Poli
- François Levantal: Géronimo
- Camille Japy: Alice
- Bass Dhem: Wokabi
- Vanessa Dolmen: Jiji
- Dambuza Mdledle
- Jean-René Onyangunga
- Steve Suissa

## Producció
El projecte es va confirmar el gener de 2019 i es va anunciar la presència de Christian Clavier. El rodatge va tenir lloc del gener a març de 2019 a París i Sud-àfrica.